# Monkton (Kent)
Monkton – wieś w Anglii, w hrabstwie Kent, w dystrykcie Thanet. Leży 16 km na północny wschód od miasta Canterbury i 100 km na wschód od centrum Londynu.